# Мазини, Марко
Марко Мазини (итал. Marco Masini ; род. 18 сентября 1964, Флоренция, регион Тоскана, Италия) — итальянский певец. Принимал участие в Фестивале итальянской песни в Сан-Ремо (в 1990 году, занял первое место в категории «Новые имена», в 2004 году занял первое место в категории «Взрослые»). Среди поклонников получил прозвище Maso.

## Биография

### Молодость
Марко Мазини родился 18 сентября 1964 года, в итальянском городе Флоренция. Его мать, перед тем, как посвятить себя семье, была учительницей в младших классах, она любила петь и играть на пианино. Его отец Джанкарло, работал представителем продукции для парикмахерских. Когда Марко было три года, на Рождество ему подарили игрушечное пианино. По совету своего дяди он начал посещать уроки музыки. Марко нравилась классическая музыка, поп-музыка и традиционная итальянская музыка. Когда ему было 11 лет, он принял участие в фестивале святого покровителя одного из маленьких городов рядом с Флоренцией. Он мог играть в различных музыкальных стилях, от диско и до классической музыки. Во время учёбы в школе, он со своими друзьями создали музыкальную группу под названием Errata Fixes. Когда ему было 15 лет, он играл в футбольной команде Sanger. Однако затем он решил оставить футбол и посвятить себя музыке.
Некоторое время Марко работал со своим отцом представителем продукции для парикмахерских. В 1980 году он с семьей открывает бар во Флоренции, где вместе со своей сестрой работает помощником. У Марко происходят конфликты со своим отцом, что очень расстраивает его мать. Спустя некоторое время его мать заболела раком и его отец был вынужден продать бар. Впоследствии его мать умерла, о чём Марко очень переживал.
После возвращения из армии, Марко Мазини на шесть месяцев отправляется в Модену, где он записывает в студии свою музыку. Вернувшись во Флоренцию, Мазини продолжает изучение симфонической музыки. Его учителем музыки был пианист Клаудио Бальони, который обучал многих известных артистов. В то же время, Марко продолжает играть музыку в барах.
Несмотря на то, что у Мазини было много своей музыки, записывающие компании настаивали на том, что его песни не соответствуют тому, что публика хочет слышать.

### Дебют на Фестивале Сан-Ремо
Благодаря Бобу Розати, владельцу студии в Сесто-Фьорентино, Мазини записывает первый демонстрационный альбом. Мазини знакомится с Беппе Дати — композитором и поэтом. В 1986 году он встречается с Бигацци, который решает помочь Мазини.
В 1987 году Мазини отправляется в своё первое турне. В 1988 году он выпускает свой альбом Uomini (Люди) для участия в Фестивале Сан-Ремо. После примирения со своим отцом Марко работает над песней Disperato (Отчаянный) совместно с Бигацци и Дати. В 1990 году он участвует с этой песней на фестивале Сан-Ремо, заняв первое место в категории Молодые артисты.

### Первый Альбом
Вернувшись из Америки (где он участвует в Sanremo in the World), Мазини начинает писать первый альбом Marco Masini в котором было только две записи: Disperato и Dal Buio (Из темноты). Завершив свой первый альбом, он начинает работу над вторым альбомом для участия в Сан-Ремо 1991. Он пишет песню Ossigeno (Кислород), однако для фестиваля была выбрана другая песня Perché lo fai (Почему ты это делаешь), которая приносит ему третье место после Риккардо Коччанте и Ренато Дзеро. В 1991 году, этот сингл стал самым продаваемым в Италии.
Новый альбом Марко Мазини, был выпущен под названием Malinconoia (новое название было придумано Марко как смесь слов malinconia (меланхолия) и noia (скука)). В 1991 году Мазини организовывает тур вместе со своими друзьями, с которыми он записывает некоторые записи. В том же году Мазини участвует и побеждает в Festivalbar, где его альбом Malinconoia признают лучшим альбомом года.

### Успехи и Скандалы
В 1993 году Мазини выпускает альбом T’Innamorerai. Выпуск альбома производит скандал, поскольку содержит песню с названием Vaffanculo (нецензурное итальянское выражение). Песня «Vaffanculo» была написана в пику его клеветникам. Новый альбом был выпущен в Германии и Франции.
В 1995 был выпущен новый альбом Il Cielo della Vergine (Небо Пресвятой Девы). Новый альбом был опять раскритикован из-за двух песен Stronza Bella (Прекрасная мерзавка) и Principessa (Принцесса).
В 1996 году, Мазини выпускает альбом L’Amore Sia Con Te — собрание лучших хитов и новой песней, которая дает название альбому, а также Meglio Solo (Лучше одному). Этот альбом также был выпущен в испаноговорящих странах под названием Mi amor allí estará. Летом того же года Мазини проводит тур под названием L’amore Sia Con Te.
После нескольких лет молчания, в ноябре 1998, Мазини выпускает альбом Scimmie (Обезьяны). Этот альбом является поворотным в творчестве Мазини. Певец разрывает отношения с Бигацци, который определял начало музыкальной карьеры Марко Мазини. В то же время, Марко предстает перед публикой в новом образе: блондином и с бородой. Но в 1999 году, Марко возвращается к прежнему образу, из-за споров его поклонников, которые хотели видеть старого Мазини, в которого они были влюблены.
На Рождество 1999 года, Марко Мазини, выпускает сингл Il giorno più banale (Самый банальный день) как поздравление с праздником людям из бедных стран.

### 2000-е годы
В 2000 году Мазини участвует в Фестивале Сан-Ремо с песней Raccontami di te (Расскажи мне о себе), которая заняла предпоследнее (пятнадцатое) место. Для Мазини это было полной неожиданностью, и послужило началом споров вокруг новой системы оценки участников конкурса.
22 февраля 2000 года выходит альбом под названием Raccontami di te, одноимённой песни представленной в Сан-Ремо. Альбом, также включает песню Il giorno più banale, которая была переименована в Il giorno di Natale (Рождественский день), а также ряд других новых и старых песен. В том же году Мазини проводит тур Raccontami di te.
В январе 2001 года Марко Мазини выпускает диск Uscita di sicurezza (Аварийный выход), который включает 14 новых песен. Все песни были написаны на протяжении всей его творческой карьеры и были своего рода «тайным дневником», вышедшим в свет. Среди новых песен присутствует новая интерпретация песни Nothing Else Matters американской группы Metallica.
После небольшого перерыва осенью 2003 года выходит альбом Il mio cammino (Мой путь), который включает новые песни: Generation, Io non ti sposerò (Я на тебе не женюсь) и Benvenuta.

### Успех San-Remo 2004
В 2004 году Марко Мазини очередной раз выступает на сцене театра Аристон, 54-го Фестиваля итальянской песни в Сан-Ремо. Новой песней L’uomo volante (Летающий человек) 6 марта 2004 года Мазини выигрывает фестиваль. После успеха в Сан-Ремо, выходит альбом Masini — новая версия альбома Il mio cammino, который включает два новых хита L’uomo volante и E ti amo (И я тебя люблю).

### 2005—2010
В 2005 году Мазини выступает на 55-м Фестивале итальянской песни в Сан-Ремо с песней Nel mondo dei sogni (В мире снов), а также выпускает альбом с названием Giardino delle api (Сад пчёл).
В 2006 году Мазини совместно с Умберто Тоцци выпускают альбом Tozzi Masini, который включает песню дуэтом T’innamorerai, а также шесть песен Тоцци, исполненных Марко Мазини, и шесть песен Мазини, исполненных Умберто Тоцци.
В 2008 году Марко Мазини проводит тур по итальянским театрам, где он представляет спектакль Il brutto anatroccolo (Гадкий утенок), написанный совместно с Беппе Дати. В спектакле, основанном на сказке Ханса Кристиана Андерсена, Марко Мазини проводит параллель со своей жизнью.
В 2009 году, Мазини занимает 9 место на Фестивале Сан-Ремо, где он представляет свою песню L’Italia. В том же году он выпускает альбом L’Italia… e altre storie (Италия… и другие истории), который включает хит Сан-Ремо, а также 9 новых песен, и 8 написанных совместно с Беппе Дати.
В 2010 году он выступает совместно с Повией на 60-м Фестивале в Сан-Ремо с песней La Verità (Истина). В том же году, отмечая двадцатилетие своей музыкальной карьеры, Мазини выпускает сборник Un palco lungo… 20 anni! .
В сентябре 2011 года выходит его новый альбом Niente d’importante (Ничего важного), который занимает восьмое место по количеству проданных дисков в Италии.

## Альбомы Марко Мазини
1. 1990 Marco Masini
2. 1991 Malinconoia
3. 1993 T’innamorerai
4. 1995 El cielo de virgo
5. 1996 L’amore sia con te
6. 1996 Mi amor allí estará
7. 1998 Scimmie
8. 2000 Raccontami di te
9. 2001 Uscita di sicurezza
10. 2003 Il mio cammino
11. 2004 Masini
12. 2004 Masini live
13. 2004 Ti racconto di me
14. 2005 Il giardino delle api
15. 2006 Ci vorrebbe il mare
16. 2006 Tozzi Masini
17. 2009 Il meglio di Marco Masini
18. 2009 L’Italia… e altre storie
19. 2010 Un palco lungo… 20 anni!
20. 2011 Niente d’importante

2015 Cronologia